# Сериков, Иван Константинович
Иван Константинович Сериков (22 марта 1922, Курганная, Кубанская область — 25 июля 1944, Станиславская область) — красноармеец Рабоче-крестьянской Красной Армии, участник Великой Отечественной войны, Герой Советского Союза (1943).

## Биография
Иван Сериков родился 22 марта 1922 года в станице Курганная (ныне — город Курганинск в Краснодарском крае). После окончания начальной школы работал в колхозе. В 1941 году Сериков был призван на службу в Рабоче-крестьянскую Красную Армию. С 1943 года — на фронтах Великой Отечественной войны, командовал отделением разведки 691-го артиллерийского полка 237-й стрелковой дивизии 40-й армии Воронежского фронта. Отличился во время битвы за Днепр.
В ночь с 24 на 25 сентября 1943 года Сериков одним из первых в своём полку переправился через Днепр в районе села Гребени Кагарлыкского района Киевской области Украинской ССР и провёл разведку вражеской огневой системы, после чего та была подавлена советской артиллерией. Принимал активное участие в боях на плацдарме на западном берегу Днепра. 30 сентября 1943 года, когда один из расчётов батареи выбыл из строя, Сериков сам встал к орудию и отразил немецкую контратаку.
Указом Президиума Верховного Совета СССР от 24 декабря 1943 года за «образцовое выполнение боевых заданий командования на фронте борьбы с немецкими захватчиками и проявленные при этом мужество и героизм» красноармеец Иван Сериков был удостоен высокого звания Героя Советского Союза. Орден Ленина и медаль «Золотая Звезда» он получить не успел, так как 25 июля 1944 года погиб в бою. Похоронен на Ивано-Франковском мемориальном кладбище.
Также был награждён орденом Отечественной войны 2-й степени и рядом медалей.
В честь Серикова названы улицы в Курганинске и Ивано-Франковске, установлен бюст в Курганинске.
Иван Сериков приходится двоюродным дедом российскому медиаменеджеру Денису Серикову, создателю и руководителю нескольких радиостанций.